# Gold Coast Convention and Exhibition Centre
Il Gold Coast Convention and Exhibition Centre (GCCEC) è un centro conferenze di Gold Coast, nel Queensland.
Il GCCEC è noto per aver ospitato l'Eurovision - Australia Decides 2019 e perché sarà la sede della prima edizione dell'Eurovision Asia Song Contest.